# Sent Pèir d'Orlhac
Sent Pèir d'Aurilhac (en francès Saint-Pierre-d'Aurillac) és un municipi francès situat al departament de la Gironda i a la regió de la Nova Aquitània.

## Demografia
| 1962                                       | 1968 | 1975  | 1982  | 1990  | 1999  | 2007  |
| ------------------------------------------ | ---- | ----- | ----- | ----- | ----- | ----- |
| 892                                        | 908  | 1.008 | 1.227 | 1.249 | 1.088 | 1.284 |
| Des de 1962: població sense dobles comptes |      |       |       |       |       |       |

## Administració
| Període   | Identitat       | Partit |
| --------- | --------------- | ------ |
| 1959-1965 | Gérard Poutais  |        |
| 1965-1993 | Jean Lafourcade | PCF    |
| 1993-1995 | François Doux   |        |
| 1995-2008 | Michel Hilaire  | PCF    |
| 2008-     | Jean Corbanèse  | PCF    |

## Agermanaments
- Morfontaine
- Thil (Meurthe i Mosel·la)
- Al-Qarara